# Оприсько Михайло Васильович
Миха́йло Васи́льович Опри́сько — український лісівник, заслужений працівник сільського господарства України.

## Життєпис
Народився 23 вересня 1937 року. 1959 року з відзнакою закінчив Львівський лісотехнічний інститут, спеціальність «інженер лісового господарства». Трудову діяльність розпочав у Жовківському лісгоспі як інженер, згодом старший інженер. Займав посади старшого інженера лісокультур, начальника відділу лісового господарства, головного лісничого, генерального директора ДЛГО «Львівліс».
Свої зусилля спрямовував на заліснення нелісових земель, покращення вікової структури деревостанів, заміну похідних малоцінних насаджень корінними.
За його участі в держлісфонді Львівщини створено мережу об'єктів природно-заповідного фонду площею 99560 га — 106 об'єктів, з того у Карпатських лісах — 46, площею 75853 га; створено національний природний парк «Сколівські Бескиди», регіональний ландшафтний парк «Надсянський» — рішенням МАБ ЮНЕСКО 2 лютого 1999 року включений до складу міжнародного польсько-словацько-українського біосферного заповідника «Східні Карпати».
Працював над повним освоєнням лісокультурного фонду, зменшенням рубок головного користування, вирощуванням деревостанів високої продуктивності. Було насаджено нові ліси із високою віддачею продукції лісу з кожного гектара лісового фонду.
Помер 22 червня 2024 року.

## Нагороди
- заслужений працівник сільського господарства України (1994)
- медаль «За трудову доблесть»
- медаль «Ветеран праці»,
- знак Державного комітету лісового господарства України «Відмінник лісового господарства України».